# Полум'яне (Володимирський район)
Полум'я́не — село в Україні, в Устилузькій міській територіальній громаді Володимирського району Волинської області. Населення становить 87 осіб.

## Географія
Село розташоване на лівому березі річки Золотухи.

## Історія
У серпні 2015 року село увійшло до складу новоствореної Устилузької міської громади.
12 червня 2020 року, відповідно до розпорядження Кабінету Міністрів України № 708-р «Про визначення адміністративних центрів та затвердження територій територіальних громад Волинської області», увійшло до складу Устилузької міської територіальної громади.
19 липня 2020 року, в результаті адміністративно-територіальної реформи та ліквідації  Володимир-Волинського району(1940—2020), село увійшло до новоутвореного Володимир-Волинського району (від 18 липня 2022 Володимирського).

## Населення
За переписом населення України 2001 року в селі мешкало 85 осіб. 100 % населення вказало своєю рідною мовою українську мову.